# Chiesa di Santa Caterina d'Alessandria (Ortona)
La chiesa di Santa Caterina d'Alessandria è un edificio religioso che si trova ad Ortona, in provincia di Chieti.

Noto precedentemente come monastero benedettino di Sant'Anna, fondato dai Celestini, poi delle Clarisse e delle Cistercensi, ospitava le monache Celestine, che rimasero sotto l'ordine delle Clarisse in centro, anche dopo la soppressione dell'ordine celestino nel 1811. Vi è annesso l'oratorio del Crocifisso miracoloso, affacciato sul mare.

## Storia

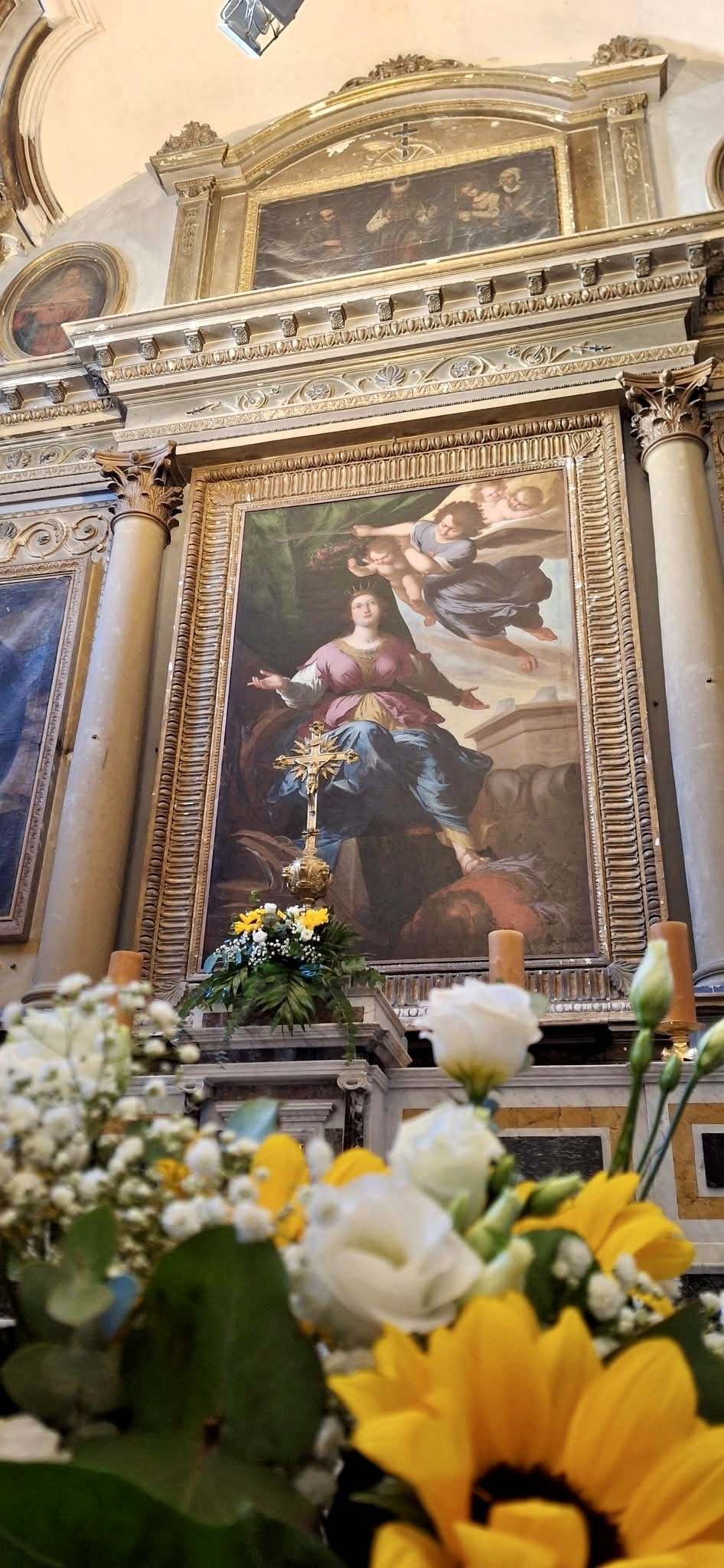
L'Estasi di Santa Caterina, opera di Giovanni Battista Spinelli del 1631

Fu fondato dai discendenti di Pietro da Morrone, alla fine del Duecento come monastero benedettino, ospitante le Celestine donne, dentro le mura, dedicato a Sant'Anna. La prima testimonianza della sua esistenza è in un elenco di tutte le chiese ortonesi che pagavano le decime allo Stato Pontificio nel 1324.
L’edificio si compone di due strutture. La facciata secondaria è rivolta verso il mare, lato piazza Teatro, e permette di accedere all'Oratorio del Crocifisso miracoloso, che rappresenta il nucleo originario del complesso risalente al XIII secolo. Da un affresco del Crocifisso che si trova presso l'oratorio si fa risalire nel 1566 un miracolo: dall'affresco rinascimentale grondò sangue, raccolto in due ampolle, grazie al quale si attribuisce la mancata distruzione del convento da parte dei Turchi che invasero Ortona.
Sul lato sinistro della facciata principale, caratterizzata da un portico con tre archi, sormontato da un rosone, e con un interessante portale tardo romanico a cornice decorata da fregi, si trovava il monastero delle benedettine cistercensi di clausura, costruito nel XVI secolo contemporaneamente alla chiesa. Di originale si conserva il chiostro a portici rinascimentale.

Il monastero femminile si trasforma, dopo alcuni decenni, da casa di suore povere ad una di consorelle con un vasto patrimonio terriero e immobiliare. Sia il Monastero che la Chiesa erano infatti circondati da un vastissimo orto che giungeva fino alla fonte di S. Caterina, che esiste ancora oggi ma non è visitabile. La balconata presente all'interno della chiesa, sul lato del portale, era utilizzata alle monache per seguire in maniera riservata le funzioni religiose.

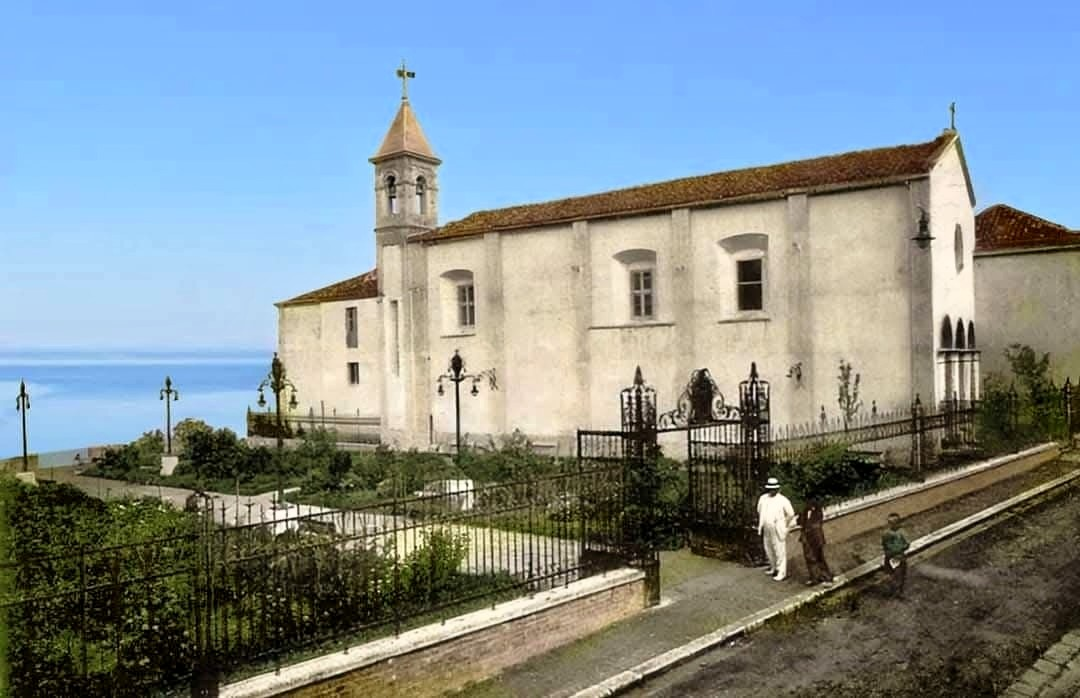
La chiesa con il giardino nel 1926

Nei pressi dell’edificio sacro si apriva la postierla, piccola porta che nel cinquecento veniva chiamata porta di S. Caterina, ad oggi non più visibile.
Intorno al 1860, quando con l’Unità d’Italia viene applicata la legge piemontese dei Conventi del 1855, l’ordine viene soppresso.
All’inizio del Novecento i locali del convento ospitarono le Suore del Buon pastore e di S. Anna. Oggi l’ex convento attiguo alla chiesa è un centro polifunzionale del Comune di Ortona ed ospita il Museo della Battaglia di Ortona e la Biblioteca Comunale. I terreni delle monache furono confiscati e in uno di questi nel 1929 fu costruito il Teatro Vittoria, oggi intitolato a Francesco Paolo Tosti.
L’edificio sacro è rimasto quasi integro, anche se provato dai bombardamenti della Seconda guerra mondiale.
Dopo il 2010 l'esterno della chiesa è stato interessato da un intervento di ritinteggiatura, ma occorre un restauro agli interni.

## Architettura

### Esterno

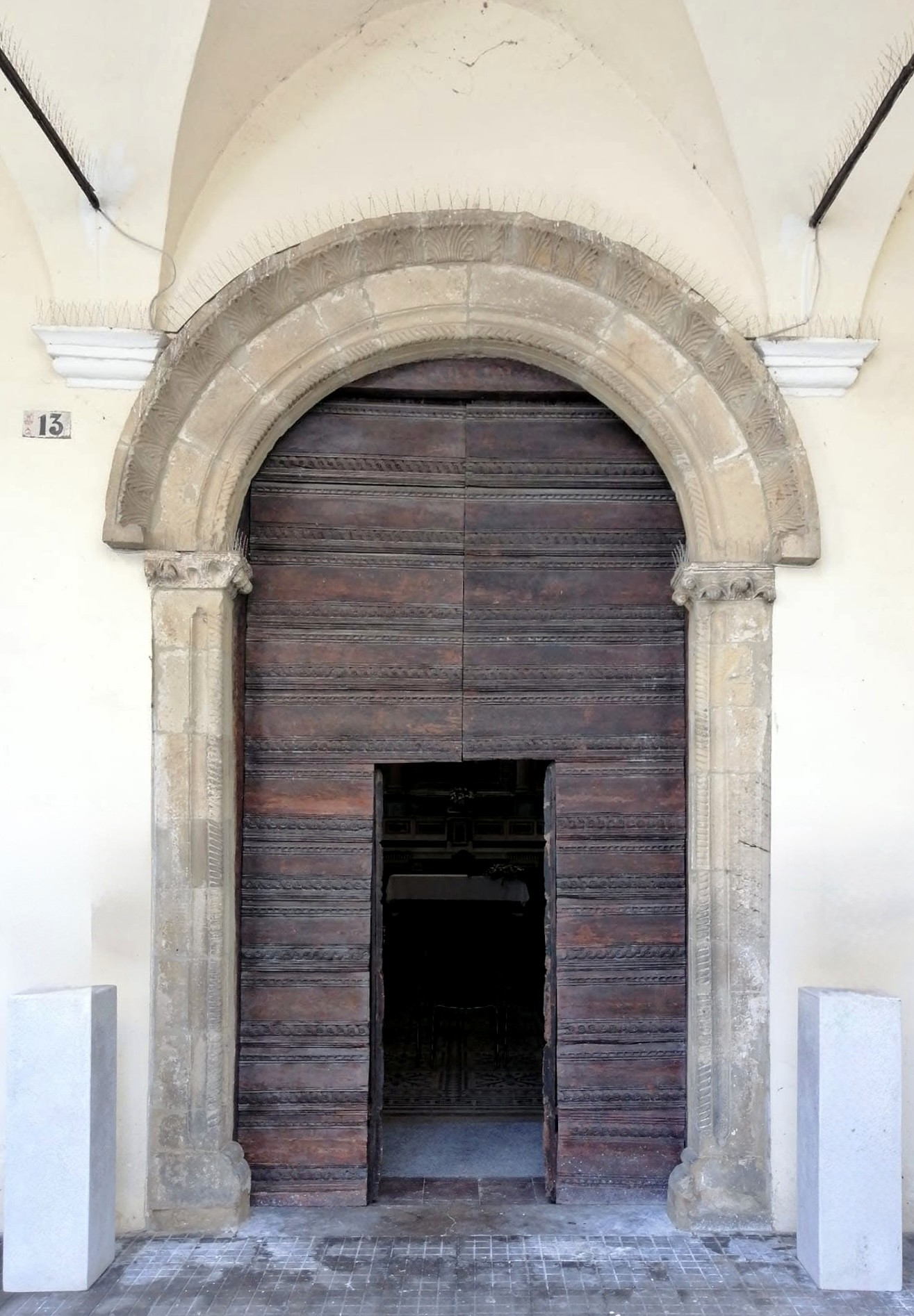
Portale in pietra del XII secolo

La facciata, restaurata nei primi anni del '90, segue l'impianto a capanna con un nartece di tre archi che precedono il portale medievale; un oculo si trova al centro della facciata.
Il portale in pietra del XII secolo in stile romanico probabilmente in origine era quello dell'oratorio.
Sul Largo Teatro si trova la torretta campanaria ottocentesca con cuspide piramidale, restaurata negli anni 2000; sul lato del Belvedere Orientale si trova l'oratorio del Crocifisso Miracoloso.

### Interno

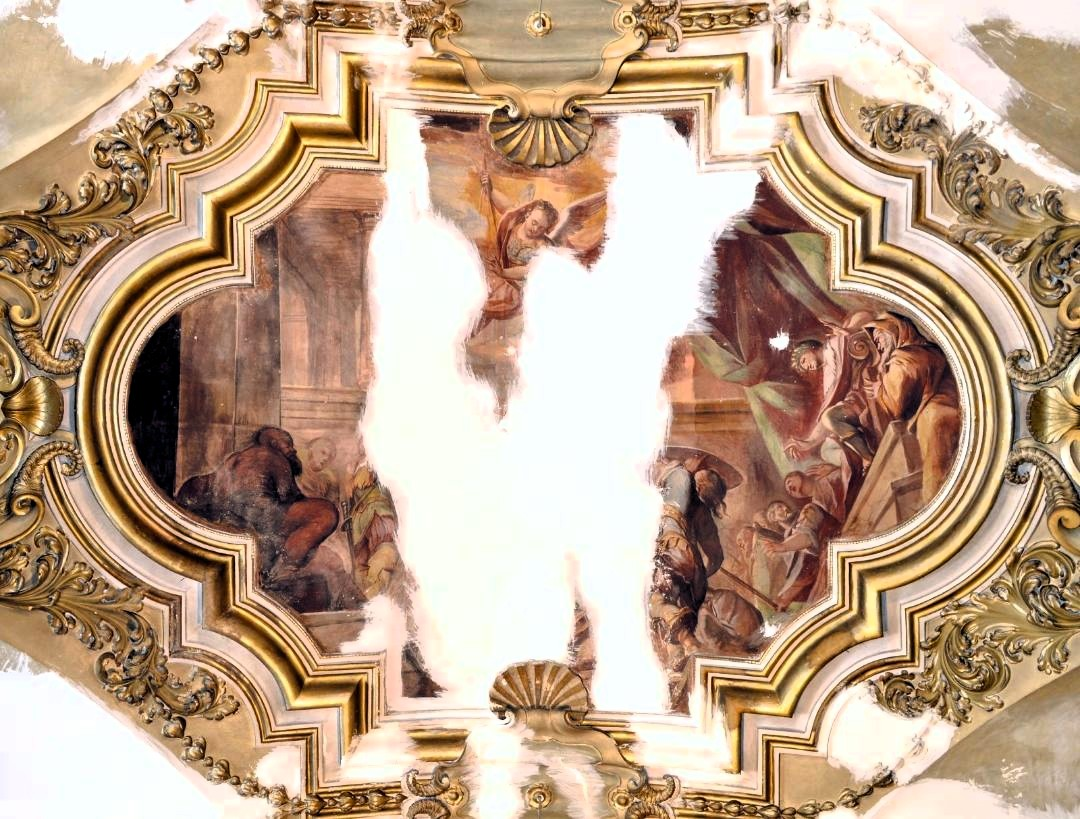
Stucchi della volta della navata di Giovan Battista Gianni, con i segni della Seconda guerra mondiale

La chiesa è a navata unica, decorata in stile barocco nel XVII secolo.
La decorazione a stucchi della volta della navata, degli altari laterali e dell'altare maggiore sono opera di Giovan Battista Gianni, lombardo attivo nell'Abruzzo chietino.
Le tele disposte lungo la navata sono del pittore Giambattista Gamba e hanno per tema alcuni episodi della Vita di Santa Caterina: Disputa della Santa coi Dottori - I sapienti condotti al martirio - Matrimonio mistico - Incoronazione della Santa. I dipinti originali sono custoditi nel Museo Diocesano di Ortona.
Presso l'altare maggiore, in marmo del XIX secolo, si conserva la tela dell'Estasi della Santa, opera di Giovanni Battista Spinelli di Chieti.

#### L'altare maggiore

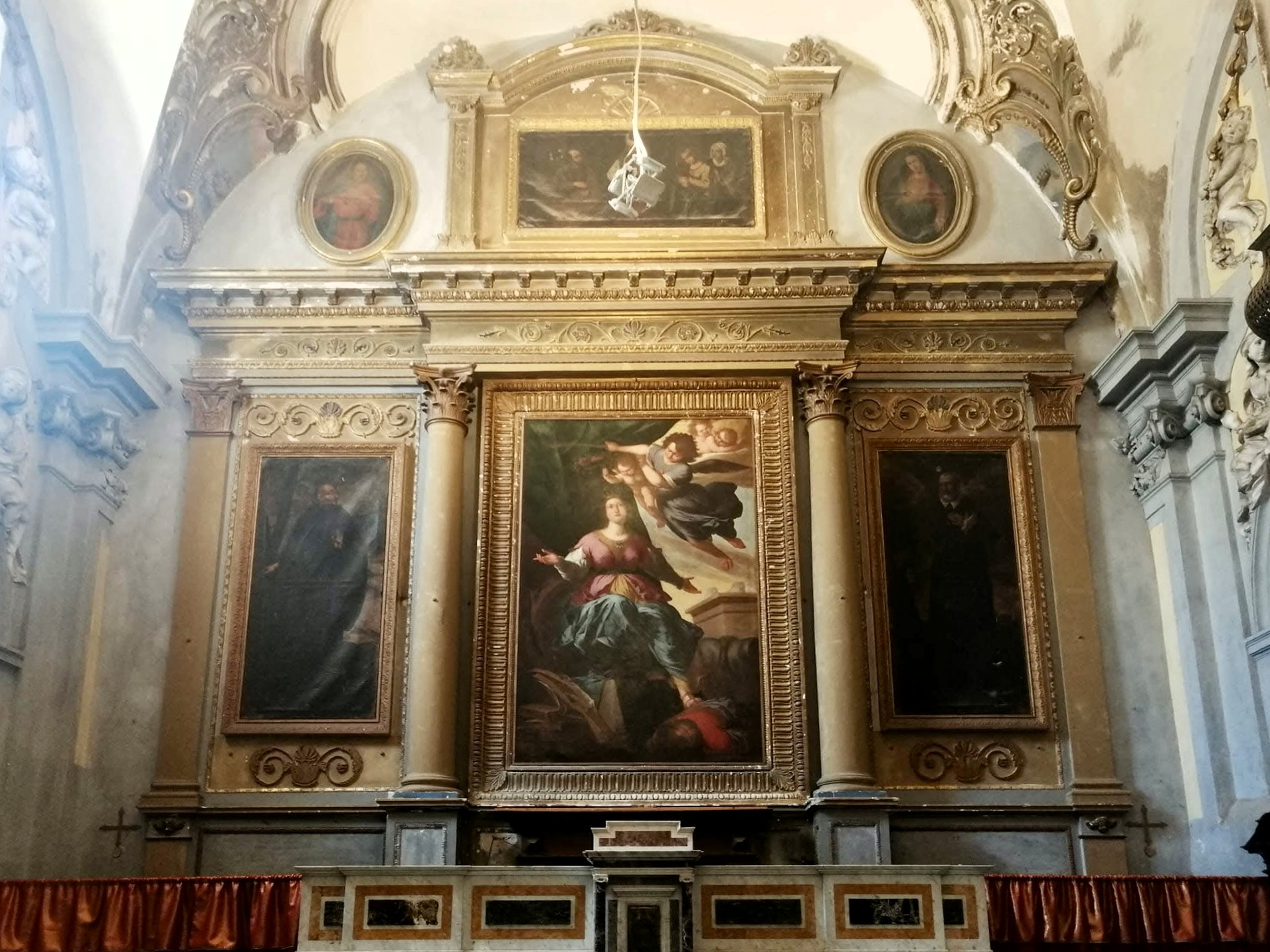
Pala dell'altare maggiore

La struttura architettonica della Pala dell'altare maggiore risente dello stile Neoclassico ed è stata realizzata nella seconda fase di restauro della Chiesa, mentre le tele inserite sono peculiari della pura Arte Barocca.
Al centro della decorazione a colonne neoclassiche, posta al di sopra dell'altare marmoreo, originariamente alla greca, è presente il dipinto dedicato alla figura di Santa Caterina d'Alessandria, opera dell'artista Giovan Battista Spinelli, realizzata nel 1631.
La giovane Caterina trionfa sull'Imperatore: l'iconografia la vuole seduta su un trono ligneo, mentre con il piede schiaccia il corpo a terra del suo persecutore. Numerose simbologie descrivono le doti della fanciulla, di nobili origini, molto colta, con una fede incrollabile. Il simbolo più significativo, scelto dalle stesse Suore di Clausura a lei dedicate, è la Ruota Dentata, posta a destra del contesto, insieme ai testi di filosofia e teologia, testimonianza dell'episodio agiografico della disputa con i filosofi.
Le tele minori che circondano il quadro, attribuite ad artisti locali, rappresentano in ordine, San Benedetto da Norcia e Sant'Alfonso de' Liguori; in alto due medaglioni con il Sacro Cuore di Maria e il Sacro Cuore di Gesù, al centro, il Matrimonio di San Gioacchino e Sant'Anna, genitori di Maria.

#### Altare del Santissimo Crocifisso

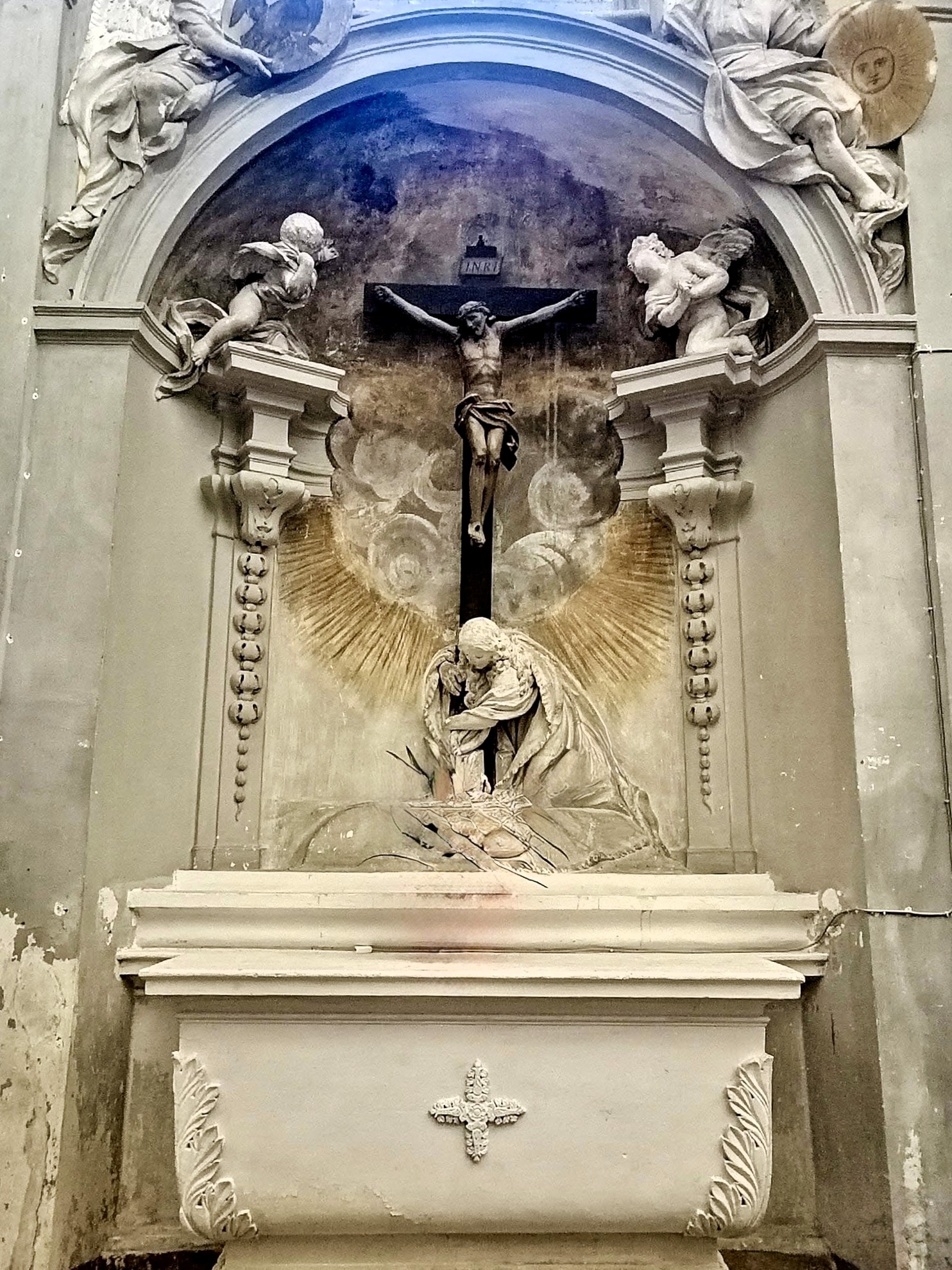
Altare del Santissimo Crocifisso

L'altare preesistente nella prima costruzione (1631) viene ampliato e restaurato tra il 1684 e il 1692 con l'aggiunta di stucchi ed affreschi, in particolare sono posizionate sull'arco in alto due figure angeliche, che mostrano l'una un pellicano (simbolo dell'amore filiale) e l'altra il sole (simbolo di luce e speranza). Ai piedi della croce, coinvolta in un abbraccio consolatorio, vi è la figura di Maria Maddalena.
Tali opere scultoree sono state realizzate dall'architetto stuccatore Giovan Battista Gianni. L'affresco dietro la Croce, rappresentante figure angeliche e cieli divini, è opera di Giovan Battista Gamba.

#### Altare di San Bernardo

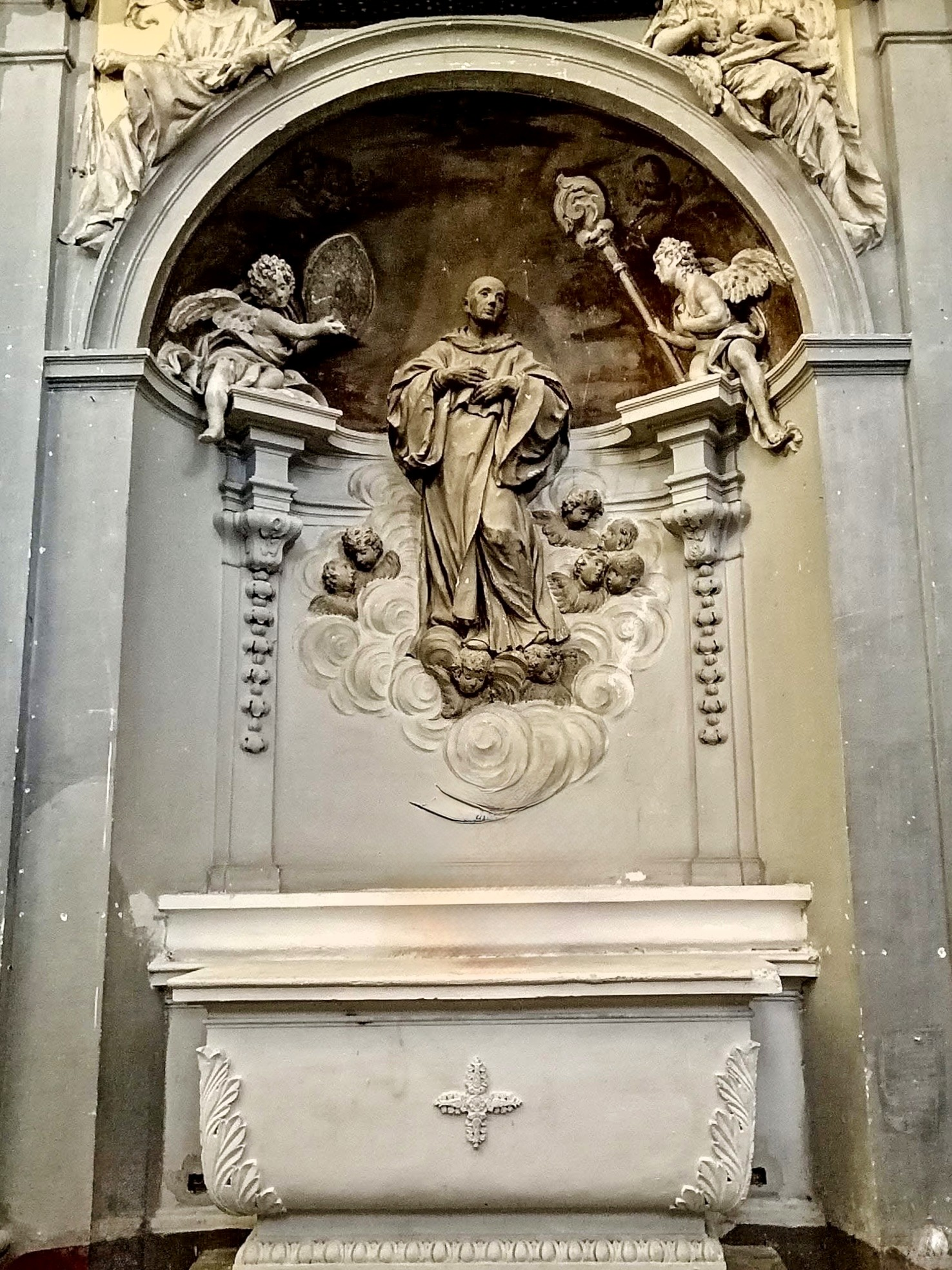
Altare di San Bernardo di Chiaravalle

Il secondo altare laterale, posto frontale al primo, realizzato nel secondo restauro (1684-1692) presenta in alto sull'arco due figure angeliche allegoriche di ispirazione neoplatonica, nella parte superiore due angeli laterali che porgono al Santo i simboli regali, la Mitra e la Pastorale.
L'affresco retrostante presenta il cielo con angeli, di varia fattura, che avvolgono di luce la scultura di San Bernardo di Chiaravalle, fondatore e diffusore dell'Ordine Cistercense in Italia, chiaro riferimento alla dedicazione dell'intero Convento.
Gli stucchi sono opera di Giovan Battista Gianni, mentre gli affreschi di Giambattista Gamba.

## Oratorio del Crocifisso Miracoloso

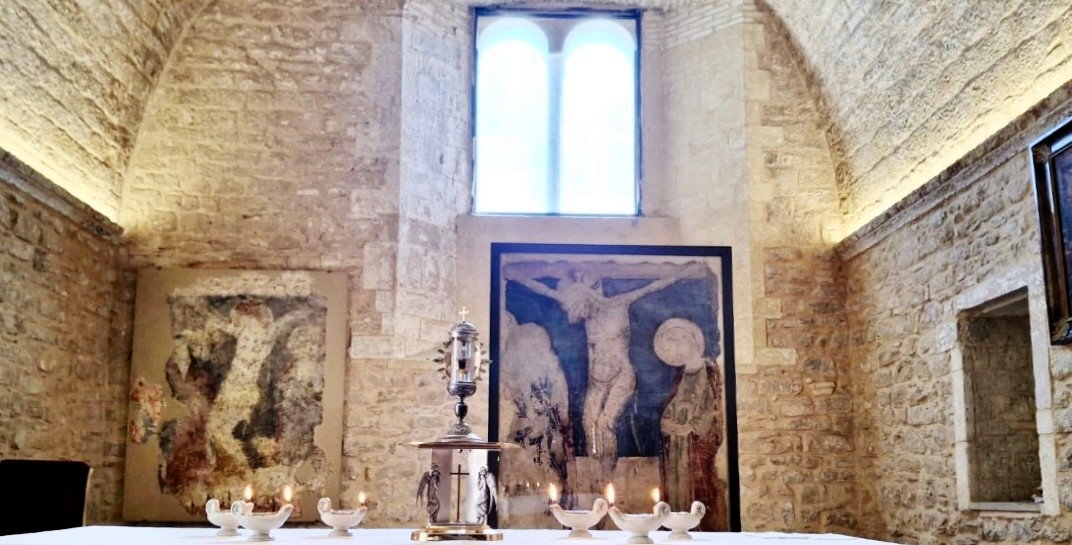
L'Oratorio del Crocifisso Miracoloso: a destra l'affresco del Miracolo, a sinistra quello rinvenuto con i restauri degli anni '90

L'oratorio affaccia sull'Orientale: è simile alla facciata della chiesa, mostra tracce medievali nelle finestre bifore. L'interno di questo oratorio è rinascimentale, semplice e risale al XIII secolo, con volte a crociera in mattoni a vista, riscoperte dopo un restauro che eliminò le aggiunte a stucco, e una parete con l'affresco della Crocifissione tra le Marie dolenti, che grondò sangue nell'estate del 1566. L'affresco è del XIV secolo, con il restauro della parete è stato rinvenuto un affresco dello stesso tema del XIII secolo ed oggi è visibile mediante una parete in corrispondenza del muro.
L'ex convento si trova compreso tra via Garibaldi, belvedere Tosti e piazzetta Donatori del Sangue, ossia la villa comunale, ricavata dall'orto antico. Il convento fino alla fine dell'800 ospitò le monache, poi divenne una scuola, negli anni '30 la sede del Fascio, e poi abbandonato dopo la guerra, ospitando sempre una scuola. Nel 2002 ospita il museo permanente della Battaglia di Ortona ed una parte della biblioteca civica. Di originale si conserva il chiostro interno porticato con archi in mattoni a vista a doppio livello, come per il chiostro dell'ex convento dei Cappuccini di Ortona, al cimitero.

### Storia del Miracolo del Crocifisso Miracoloso

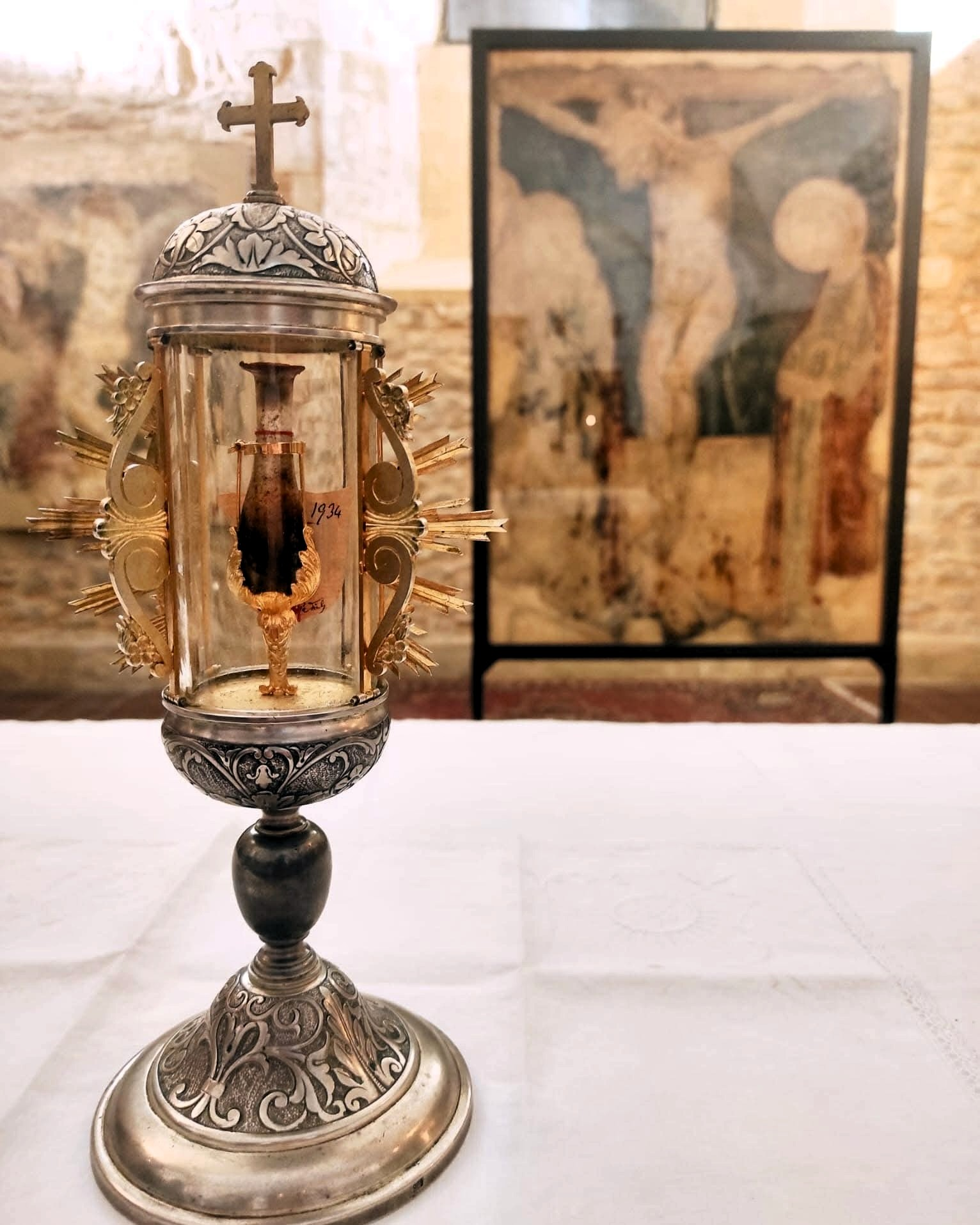
La Sacra Ampolla e l'affresco del Miracolo

Nel secolo XVI, durante i quarantasei anni del regno di Solimano il Grande, i Turchi saccheggiavano e depredavano le cittadine del litorale abruzzese. L'incursione più spaventosa si ebbe nel corso dell'anno 1566 nel quale Ortona fu invasa da parte di Pialy Pascià.
Prima che gli invasori insediassero la città, le monache cistercensi, davanti all'antica e venerata immagine di Gesù Crocifisso, elevarono fervide suppliche per impetrare la protezione su tutto il popolo ortonese.
Il Signore ascoltò le preghiere delle monache e il 13 giugno 1566, nella più intensa commozione, videro sgorgare dal costato del Crocifisso affrescato sulla parete, sangue vivo che raccolsero in due ampolle e le custodirono amorevolmente.
Così le religiose presagirono l'invocata protezione del cielo; infatti, quando i Turchi entrarono a Ortona, trovarono la città deserta, la misero a ferro e fuoco ma il convento fu prodigiosamente risparmiato.
La cittadinanza di Ortona però poté venerare la preziosa reliquia per poco tempo, in quanto nell'anno 1570 le due ampolle vennero trafugate dal frate confessore del Monastero, padre Basilio di Venezia che, facendo ritorno nella sua città natale, portò con sé le preziose boccette che da quel momento rimasero nella città lagunare per secoli, custodite presso la chiesa di san Simeone profeta.
Il 29 giugno 1934, grazie all'intervento dell'Arcivescovo Piccirilli, una delle due ampolle tornò dopo 364 anni a Ortona, trasportata con tutti gli onori da Venezia a bordo del cacciatorpediniere “Grado” della Regia Marina Militare Italiana.

#### Il percorso delle due Ampolle
La dottoressa Maria Luisa Orlandi, archeologa ed esperta di storia locale, ipotizza il percorso delle due ampolle dopo le ultime ricerche.
La trafugazione delle ampolle da Ortona avvenne nel 1570, anno in cui morì a Venezia il doge Pietro Loredan e gli succedette il doge Alvise I Mocenico, uomo di lettere, accademico, già ambasciatore di Carlo V, il suo dogado durò 7 anni dal 1570 al 1577, anni particolarmente difficili per la Serenissima che si trovò a dover fronteggiare i Tuchi nel contesto della battaglia di Cipro.

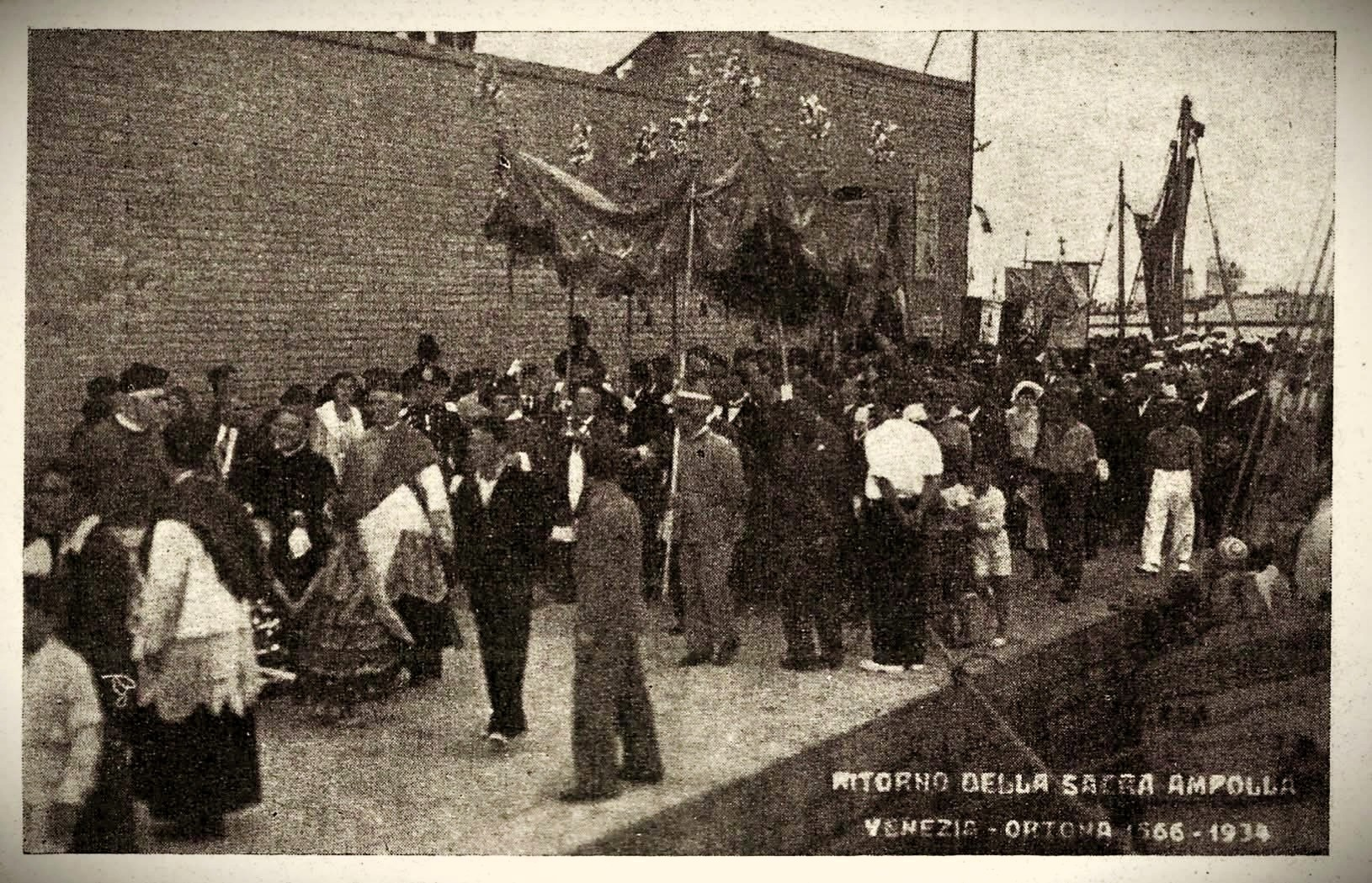
Il ritorno della Sacra Ampolla ad Ortona nel 1934

Per quanto riguarda il percorso della ampolle si ipotizza è che il monaco Basilio, confessore delle suore Cistercensi fu richiamato a Venezia, in vista degli scontri con i Turchi e nel 1570 portò con sè le due ampolline del Sangue di Gesù. Una volta a Venezia, le ampolline furono donate al nuovo Doge, il quale le fece conservare nella Chiesa di San Simeone Profeta, si tratta dell'unica reliquia del sangue di Gesù, divisa già in due contenitori, uno dei quali confluì nel Tesoro della Basilica di San Marco.
L'ampollina di Ortona, ritornata nel 1934, è quella rimasta nella Chiesa di San Simeone, che, infatti, ora non la possiede più. Secondo le stesse parole del Cardinale La Fontaine, Patriarca di Venezia, al tempo della restituzione.
Dalle immagini del tour virtuale nel Santuario della Chiesa di San Marco a Venezia, l'archeologa ha riscontrato la presenza di un reliquiario simile, per materiale e lavorazione a quello di Ortona, l'unico che, nella stanza dei reliquiarii, contiene le gocce di sangue, in riferimento alla schedatura dei reperti della Serenissima.
In definitiva l'ampolla ortonese è quella che fu custodita presso la Chiesa di San Simeone Profeta fino al 1934, anno in cui una tornò a Ortona. La seconda ampolla si conserva ancor'oggi presso il Tesoro di San Marco a Venezia, e più precisamente nel Santuario delle reliquie della Serenissima.